# Epímone
En retòrica, s'anomena epímone a una figura que consisteix a repetir sense interval una mateixa paraula per donar èmfasi al que es diu, o a intercalar diverses vegades en una composició poètica un mateix vers o una mateixa expressió.